# Суворовка (Татарстан)
Суворовка — посёлок в Чистопольском районе Татарстана. Входит в состав Большетолкишского сельского поселения.

## География
Находится в центральной части Татарстана на расстоянии приблизительно 26 км по прямой на востоко-северо-восток от районного центра города Чистополь в 2,5 км от Куйбышевского водохранилища.

## История
Основан в середине XVIII века. Упоминался также как Новопоселённые Ключищи, Ключищи.

## Население
Постоянных жителей было: в 1782 — 31 душа мужского пола, в 1859 — 190, в 1897 — 198, в 1908 — 206, в 1920 — 229, в 1926 — 223, в 1938 — 252, в 1949 — 52, в 1958 — 93, в 1970 — 68, в 1979 — 42, в 1989 — 25, в 2002 — 16 (русские 100 %), 3 в 2010.